# Sikornik (Gliwice)
Sikornik – dzielnica miasta Gliwice od lutego 2008 roku.

## Informacje ogólne
Na terenie dzielnicy znajduje się między innymi Teatr Miejski (dawniej Gliwicki Teatr Muzyczny).
Przez dzielnicę przepływa niewielka rzeka Ostropka wpadająca do rzeki Kłodnicy oraz niewielki, okresowo wysychający strumyk Wójtowianka wpadający do Ostropki.

## Kościoły i kaplice
Kościoły rzymskokatolickie:
- Kościół NMP Matki Kościoła

## Edukacja
Przedszkola:
- Przedszkole Numer 23 (Razem z klasa "0")
- Przedszkole Numer 29
- Przedszkole Numer 41

Szkoły podstawowe:
- Szkoła Podstawowa Numer 23-ZSO-5
- Szkoła Podstawowa Numer 41 im. Władysława Broniewskiego

Licea ogólnokształcące:
- VIII Liceum Ogólnokształcące w ZSO–5

Szkoły zawodowe:
- Zespół Szkół Zawodowych Specjalnych

## Transport
Wzdłuż części granic dzielnicy przebiega droga krajowa nr 78 i autostrada A4. W dzielnicy znajduje się pętla autobusowa Sikornik Osiedle. Zatrzymują się tam autobusy linii:126, 156, 178, 186, 676, 687, A4N.

## Ulice
Nazwy ulic na terenie dzielnicy pochodzą od nazw ptaków (Mewy, Czapli, Kormoranów, Czajki, Perkoza, Biegusa, Bekasa, Zimorodka, Pliszki, Cyraneczki, Kokoszki, Derkacza, Rybitwy, Wilgi, Krucza, Żurawia, Orłów). Wyjątek stanowi ulica Olchowa, znajdująca się we wschodniej części osiedla.

## Galeria

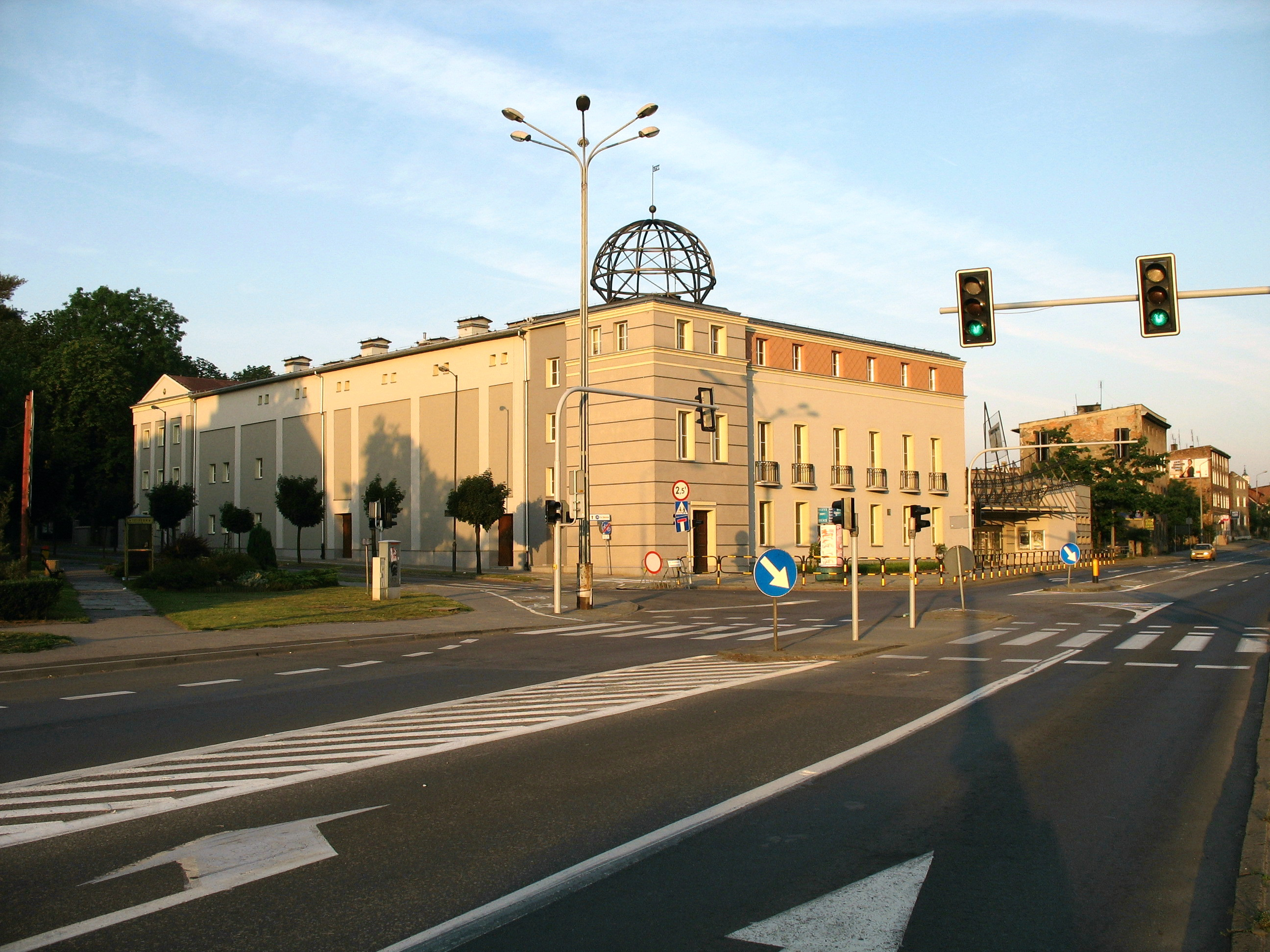
Teatr Miejski
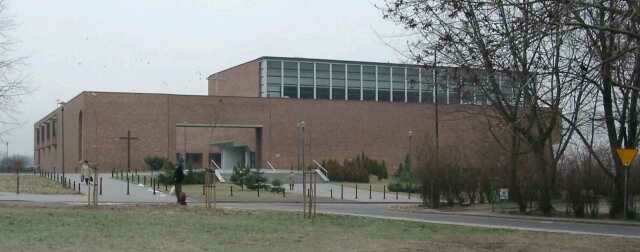
Kościół NMP Matki Kościoła
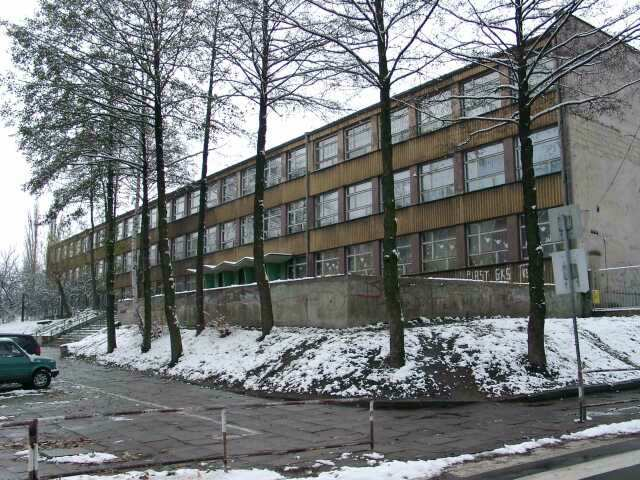
Szkoła Podstawowa numer 41